# Алексанян, Арто Богданович
Арто Богданович Алексанян (1892—1971) — советский эпидемиолог, академик АМН СССР (1960).

## Биография
Родился в 1892 году.
В 1916 году — окончил медицинский факультет Одесского университета.
С 1920 по 1926 годы — работал сельским врачом в Баранинском, Дилижанском и Нор-Баязетском уездах Армении.
В 1929 году — организовал в Ереване первую санитарно-гигиеническую лабораторию, которая затем стала республиканским НИИ эпидемиологии, вирусологии и медицинской паразитологии, и работал там заместителем директора по науке и возглавлял эпидемиологический отдел (в 1971 году институт назван его именем).
В 1931 году — организовал в Ереванском медицинском институте кафедру эпидемиологии, которой руководил до конца жизни.
С 1935 по 1940 годы — главный государственный санитарный инспектор Армянской ССР; с 1951 года — бессменный председатель Ученого медицинского совета МЗ Армянской ССР.
Умер в 1971 году.

## Научная деятельность
Автор около 200 научных работ, которые посвящены главным образом вопросам краевой эпидемиологии Армянской ССР, а также эпидемиологии, иммунитету и профилактике дифтерии и дизентерии.
Одним из первых поставил вопрос о возможности ликвидации в природе возбудителя дифтерии как биологического вида.
Под его руководством подготовлено 62 диссертации, из них 15 докторских.
С 1939 года — член президиума Всесоюзного и с 1937 года бессменный председатель республиканского общества микробиологов, эпидемиологов и инфекционистов.
Автор и редактор редакции отдела «Эпидемиология и инфекционные болезни» Большой медицинской энциклопедии (2-е издание) и Малой медицинской энциклопедии.

### Основные работы
- Дифтерия (1957, 1971);
- К проблеме ликвидации возбудителя дифтерии (1966);
- Общая и частная эпидемиология (1960);
- Вакцины, сыворотки и бактериофаги (1965).

## Награды
- Орден Ленина
- Орден Красного Знамени
- Орден Красной Звезды
- Орден «Знак Почёта»
- медали и почетные грамоты